# Центр спортивной подготовки имени Римы Баталовой

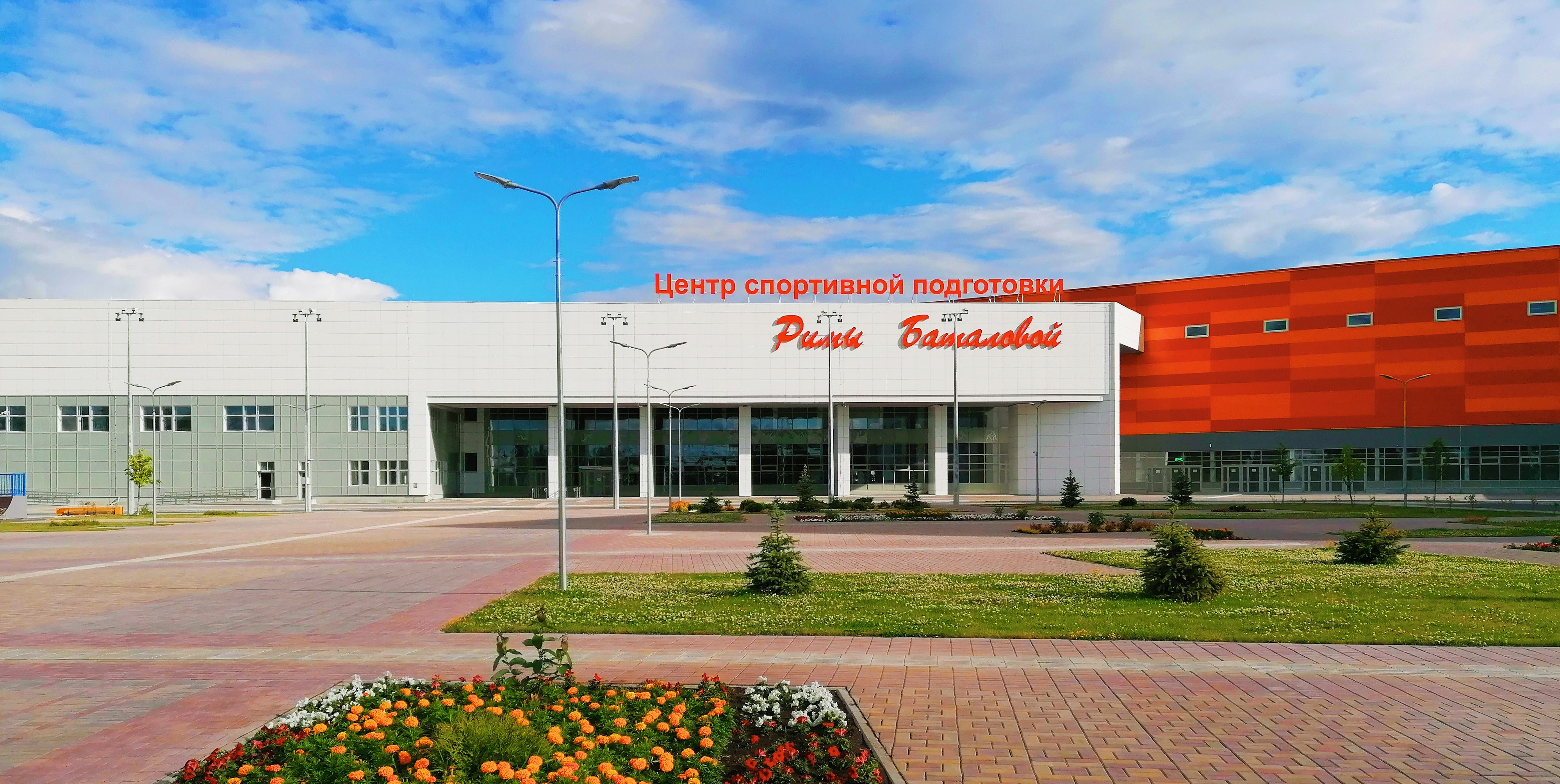

Центр спортивной подготовки Республики Башкортостан имени Баталовой Римы Акбердиновны — крупнейший спортивный объект в Республике Башкортостан, спроектированный для проведения международных, всероссийских, региональных спортивных и тренировочных мероприятий по более 50 олимпийских и неолимпийских видов спорта, в том числе для людей с ограниченными возможностями здоровья.
Открытие Центра спортивной подготовки состоялось 10 июля 2019 года в Уфе. В торжественной церемонии открытия приняли участие: Глава Республики Башкортостан Радий Хабиров, заместитель министра спорта России Сергей Косилов, депутат Государственной Думы, Паралимпийская Чемпионка Рима Баталова, генеральный секретарь Олимпийского комитета России Анастасия Давыдова и спортсмены Михаил Мамиашвили, Александр Карелин, Александр Попов.
Общая площадь комплекса составляет свыше 37 тысяч м². Одновременно его могут посещать порядка 5 000 спортсменов и зрителей. Центр спортивной подготовки Республики Башкортостан им. Баталовой Римы Акбердиновны включает в себя универсальный спортивный зал с трибунами, легкоатлетический стадион, 4 теннисных корта, 4 плавательных бассейна для взрослых и детей, залы для бокса, фехтования, сухого плавания, тренажерный зал, а также медицинский центр, гостиницу, кафе, автомобильную парковку.
Крупные спортивные мероприятия, проведенные в Центре спортивной подготовки:

### Международные
IV открытые Евразийские Игры боевых искусств, 1 Международный Турнир по фехтованию лиц с ПОДА с участием ДНР и Белоруссии «Мы вместе. Спорт», Международный турнир по современному пятиборью «Салавата Юлаева», 9 Международный фестиваль школьного спорта государств-участников СНГ, XVIII Международный Форум боевых искусств.

## Чемпионаты и Первенства России
Чемпионат России по баскетболу среди мужских команд Суперлиги — Первый дивизион сезон 2021—2022 годов, Первенство России по каратэ среди юношей и девушек, Первенство России по греко-римской борьбе памяти Бормана В. А., Чемпионат России по фехтованию лиц с ПОДА, Первенство России по современному пятиборью среди юниоров.
Спартакиады: Финал Спартакиады учащихся России по вольной борьбе, XI летняя Спартакиада учащихся России по современному пятиборью.
Кубки: Кубок России по греко-римской борьбе на призы Главы Республики Башкортостан среди мужчин, Кубок России по фехтованию лиц с ПОДА.
- Чемпионат и Первенство России по мас-рестлингу среди мужчин, женщин, юношей и девушек, с 23-27 марта 2023 года.
- Чемпионат России по боксу среди женщин, с 3-12 ноября 2023 года.